# Mycerinopsis parunicolor
Mycerinopsis parunicolor är en skalbaggsart som beskrevs av Stefan von Breuning 1965. Mycerinopsis parunicolor ingår i släktet Mycerinopsis och familjen långhorningar.
Artens utbredningsområde är Laos. Inga underarter finns listade i Catalogue of Life.